# ABN 뉴스매거진
《ABN 뉴스매거진》은 경기도 성남 지역의 케이블 방송사인 아름방송의 뉴스 프로그램이다.

## 방송시간
- 매일 오후 4시

## 진행자
- 이보현 아나운서 (여)

## ABN의 다른 뉴스프로그램
- ABN 뉴스와이드
- ABN 뉴스투데이
- ABN 뉴스위크

## 같이 보기
- ABN